# Lorentz Højer Buchwaldt
Lorentz Høyer Buchwaldt auch Højer (* 7. Dezember 1841 in Viborg, Dänemark; † 14. Dezember 1933 in Lejre) war von 1884 bis 1897 Gouverneur der Färöer.
Lorentz war der Sohn von Henriette, geb. Højer und S. A. M. Buchwaldt aus Viborg. Verheiratet war er mit Therese Augusta, geb. Petersen.
Nach dem Abitur 1858 machte er 1865 sein juristisches Examen. 1865–1878 arbeitete er am dänischen See- und Handelsgericht. 1878 ging er als Richter (sorinskrivari) auf die Färöer und übernahm 1884 das Amt des Gouverneurs (bis 1897). Als solcher war er auch Vorsitzender des Løgtings. Bis 1904 war er Staatsanwalt in Lejre.